# Ammonios (fils d'Hermias)
Pour les articles homonymes, voir Ammonios et Ammonius d'Alexandrie.
Ammonios, fils d'Hermias, (Ἀμμώνιος ὁ Ἑρμείου en grec) ou Ammonios d'Alexandrie, souvent latinisé en Ammonius (Ammonius Hermiae Alexandrinus), est un philosophe grec néoplatonicien, élève de Proclus, dont le floruit se situe vers 475-515. Il nait vers 440 à Alexandrie et décède probablement après 517.

## Biographie
Il est né vers 435/445 à Alexandrie. Il était le second fils d'Hermias et Aidésia. Élève de Proclos à Athènes, il devint professeur de philosophie à Alexandrie, comme son père, chaire qui revenait de l'école néoplatonicienne d'Athènes jusqu'à Alexandrie en 438, à la mort de Syrianos. Recteur, scolarque de l'école néoplatonicienne d'Alexandrie, il enseigna à Alexandrie de 475 à 526. Il relève donc de l'école néoplatonicienne d'Athènes comme élève, et de l'école néoplatonicienne d'Alexandrie comme maître. Il eut pour disciples tous les commentateurs d'Aristote du VIe s., platoniciens : Jean Philopon, Asclépios de Tralles, Damascios le Diadoque (de 475 à 485), Olympiodore le Jeune (vers 515), Simplicios de Cilicie.
Il laissa des commentaires sur les livres de l'Interprétation d'Aristote, et sur le traité Isagoge de Porphyre de Tyr, ainsi qu'un livre Du Destin. Il fut aussi astronome (en 502, particulièrement), et géomètre. On a aussi sous le nom d'Ammonios une Vie d'Aristote.
À partir de 517, Jean Philopon publia des Commentaires sur les œuvres d'Aristote où il est assez difficile de distinguer ce qui revient à Ammonios ou à Jean Philopon.

### Sources anciennes
- Damascius, La vie d'Isidore ou histoire de la philosophie, trad. A.-Ed. Chaignet 1903, publiée dans le t.3 de Proclus le philosophe,  Commentaire sur le Parménide lire en ligne.
- (en + grc) Damascius et Polymnia Athanassiadi (édition, traduction, notes), The Philosophical History, Athènes, 1999 (ISBN 960-85325-2-3).
- Énée de Gaza, Theophrastus, édi. par M. E. Colonna, Naples, 1958.
- Zacharias le Scolastique (mort av. 553), Ammonios, Patrologie Grecque, t. 85, col. 1011-1144, ou éd. par M. Minniti Colonna, Naples, 1973.

### Œuvres
Textes d'Ammonios, fils d'Hermias (en grec), dans la collection Commentaria in Aristotelem Graeca (CAG), H. Diels dir., Académie de Berlin, éd. Reimer, 23 vol., 1882-1909, t. IV, 3-6 ; t. VI, 2 ; t. XIII-XVII. Trad. an. dans la collection The Ancient Commentators on Aristotle, King's College, Richard Sarabji dir., Duckworth and Cornell University Press, Londres, 1987 ss. Souvent les conférences d'Ammonios, fils d'Hermias ont été notées par Jean Philopon, qui risque de passer pour l'auteur.
- CAG IV 3 : Commentaire sur l'Isagoge de Porphyre de Tyr : In Porphyrii Isagogen sive V Voces commentarium, édi. par A. Busse, Berlin, 1891.
- CAG IV 4 : Commentaire sur les 'Catégories' d'Aristote : In Aristotelis Categorias commentarium, édi. par A. Busse, Berlin, 1895. Trad. an. G. Mathhews et M. Cohen : Ammonius, Aristotle Categories, "Ancient Commentators on Aristotle", Londres et Ithaca, 1991. Trad. : Les attributions (catégories) : le texte aristotélicien et les prolégomènes, texte présenté, traduit et annoté par Yvan Pelletier, Paris, Les Belles Lettres, 1983, 250 p.
- CAG IV 5 : Commentaire sur le traité 'De l'interprétation' d'Aristote : In Aristotelis 'De Interpretatione' commentarium, édi. par A. Busse, Berlin, 1897. Trad. latine (Guillaume de Moerbeke) : Commentaire sur le 'Peri Hermeneias' d'Aristote, édi. par G. Verbeke, Louvain et Paris, 1961. Trad. an. D. Blank : Ammonius, On Aristotle's On Interpretation, Londres, Duckwort and Cornell University Press, Ancient Commentators on Aristotle, 1996, 1998.
- CAG IV 6 : Commentaire sur les 'Premiers Analytiques' d'Aristote, livre premier : In Aristotelis Analyticorum Priorum Librum I Commentarium, édi. par M. Wallies, Berlin, 1899.
- CAG VI 2 (sous le nom de son disciple Asclepios de Tralles) : In Aristotelis Metaphysicorum Libros A-Z Commentaria, édi. par M. Hayduck, Berlin, 1888. Trad. an. par L. Turan : Asclepius of Tralles. Commentary to Nichomachus' Introduction to Arithmetic, Philadelphie, 1969.
- CAG XIV 2 : (sous le nom de son disciple Jean Philopon) Commentaire sur 'De la génération et de la corruption' d'Aristote : Commentary on Aristotle's ‘On Generation and Corruption’, édi. par H. Vitelli, Commentaria in Aristotelem Graeca, Berlin, éd. Reimer, 1897. (A commentary based on Ammonius' seminars containing virtually no criticism of Aristotle). Trad. an. C. J. F. Williams : Philoponus On Aristotle 'On Coming-to-Be and Perishing' , Londres, Duckworth and Cornell University Press, Ancient Commentators on Aristotle, 1999, 2000.
- CAG XV (sous le nom de Jean Philopon) Commentaire sur le traité 'De l'âme' d'Aristote : Commentary on Aristotle's ‘De Anima’, édi. par M. Hayduck, Berlin, Reimer, 1897. (This work on Aristotle's On the Soul contains rather mature commentary ; evidence suggests, however, that the work comes early in Philoponus'career, and it therefore seems reasonable to assume that the substance of the ideas expressed in it is by his teacher Ammonius. In addition, the authenticity of the commentary's third Book is disputed, because a Latin version attributed to Philoponus differs from the text transmitted in Greek : voir Jean Philopon, Commentaire sur le 'De anima' d'Aristote, traduction de Guillaume de Moerbeke, éd. G. Verbeke, Corpus Latinum Commentariorum in Aristotelem Graecorum, III, Paris, Éditions Béatrice-Nauwelaerts, 1966. Trad. an. W. Charlton : Philoponus, On Aristotle 'On the Soul', Londres, Duckworth and Cornell University Press, Ancient Commentators on Aristotle, 1991, 2000. De même pour le commentaire de Simplicios, trad. an. H. Blumenthal : Simplicius On Aristotle On the Soul 3.1-5, Londres, Duckworth and Cornell University Press, 2000.
- CAG XIII, 1 (sous le nom de Jean Philopon) : Commentaire sur les 'Catégories' d'Aristote : Commentary on Aristotle's ‘Categories’ , édi. par A. Busse, Berlin, Reimer, 1898, en grec.
- CAG XIII 2 (sous le nom de Jean Philopon) : Commentaire sur les 'Premiers Analytiques' d'Aristote : Commentary on Aristotle's ‘Prior Analytics’, édi. par M. Wallies, Berlin, Reimer, 1905. (The only complete extant ancient commentary on the Prior Analytics. It purports to be based on Ammonius' seminars).
- CAG XIII 3 (sous le nom de Jean Philopon) : Commentaire sur les 'Seconds Analytiques' d'Aristote : Commentary on Aristotle's ‘Posterior Analytics’, édi. par M. Wallies, Berlin, Reimer, 1909. (This commentary too professes to be based on Ammonius, but there are signs of a later revision). Trad. an. R. McKirahan, O. Goldin, Philoponus. On Aristotle 'Posterior Analytics', Londres, Duckworth and Cornell University Press, Ancient Commentators on Aristotle, 2008.
- CAG XVI-XVII (sous le nom de Jean Philopon) : Commentaire sur la 'Physique' d'Aristote : Commentary on Aristotle's ‘Physics’, édi. par H. Vitelli, Berlin, Reimer, 1887-1888. (Philoponus' most important commentary, in which he challenges Aristotle's tenets on time, space, void, matter and dynamics ; there are clear signs of revision). Trad. an. A.R. Lacey, Philoponus, On Aristotle's 'Physics' 2, Londres, Duckworth and Cornell University Press, Ancient Commentators on Aristotle, 1993 ; M. Edwards, Philoponus, On Aristotle's 'Physics' 3, 1994 ; P. Lettinck, Philoponus, On Aristotle's 'Physics' 5 to 8, 1993-1934 ; D. Furley, Philoponus, Corollaries on Place and Void, 1991.
- CAG XIV 1 (sous le nom de Jean Philopon) : Commentaire sur les 'Météorologiques' d'Aristote : Commentary on Aristotle's ‘Meteorology’, édi. par M. Hayduck, Berlin, Reimer, 1901.

### Études
- Jacques Brunschwig, "Le chapitre I du De Interpretatione. Aristote, Ammonius et nous", dans M. Achard et F. Renaud (éds.), Le commentaire philosophique (I), Laval théologique et philosophique, 64.1, 2008, p. 35-87.
- Pierre Courcelle, Les lettres grecques en Occident. De Macrobe à Cassiodore, Paris, de Boccard, 1948, p. 289-303.
- Encyclopédie Philosophique Universelle, vol. III : Les œuvres philosophiques, t. 1 : Philosophie occidentale, Paris, PUF, 1992, p. 21 : "Ammonios d'Alexandrie".
- Yvan Pelletier, introduction à Ammonios, Les attributions (catégories) : le texte aristotélicien et les prolégomènes, Paris, Les Belles Lettres, 1983, 250 p.
- * Henri Dominique Saffray, « Ammonios d'Alexandrie », dans Richard Goulet, Dictionnaire des philosophes antiques, vol. 1, CNRS Éditions, 1994 (lire en ligne), p. 168-169, voir aussi p. 169-170.
- Smith, Dictionary of Greek and Roman Biography and Mythology (1870), v. 1, page 146[4].
- Richard Sorabji, The Philosophy of the Commentators, 200-600 AD. A Sourcebook, Ithaca: Cornell University Press, 2005.
- Koenraad Verrycken, The Metaphysics of Ammonius son of Hermias, in Richard Sorabji (ed.), Aristotle Transformed. The Ancient Commentators and their Influence, Ithaca: Cornell University Press, 1990, p. 199-231.